# Crepidium tixieri
Crepidium tixieri är en orkidéart som först beskrevs av Gunnar Seidenfaden, och fick sitt nu gällande namn av Dariusz Lucjan Szlachetko. Crepidium tixieri ingår i släktet Crepidium, och familjen orkidéer.
Artens utbredningsområde är Vietnam. Inga underarter finns listade i Catalogue of Life.